# Amer Osmanagić
Amer Osmanagić (Janja, SFRJ, 5. mart 1989) je bosanskohercegovački fudbaler.

## Karijera
Ponikao u pionirima tuzlanske „Slobode“ i krajem 2001. seli u beogradski „Partizan“. U „Partizanu“ je prošao sve mlađe kategorije, gdje je bio i kapiten. Zajedno sa još 3 fudbalera, 2006. potpisuje četvorogodišnji profesionalni ugovor sa „Partizanom“. Od 2007. do 2008. godine igrao je na pozajmici u Partizanovoj filijali „Teleoptiku“, odakle je prešao u OFK Beograd. Sezonu 2009/10. je proveo na pozajmici u Veležu iz Mostara. Od 18. juna 2010. bio je na jednogodišnjoj pozajmici u poljskom Zaglebju iz Lubina . Kao pozajmljen igrač nastupao je i za norveški Haugesund. U ljeto 2013. godine Osmanagić se vratio u Bosnu i Hercegovinu gdje je prvo igrao za Sarajevo, a od ljeta 2014. je nastupao za Čelik.
Amer Osmanagić je igrao u kadetskoj i seniorskoj reprezentaciji Bosne i Hercegovine. Od 2008. član je U21 selekcije Bosne i Hercegovine. 

## Spoljašnje veze
- Amer Osmanagić на веб-сајту  (језик: енглески)